# ドイツ農業協会
ドイツ農業協会（ドイツのうぎょうきょうかい、独: Deutsche Landwirtschafts-Gesellschaft e.V.、DLG）は、フランクフルトに本部を置く、ドイツの農業の発展・向上を目的とする団体である。1885年に設立され、メンバーは約24,000人。

## 品質競技会
1885年から品質競技会を開催しており、1993年からは国際大会となっている。2000年からはオーストリアでも競技会が開催されており、2012年からはSKW Trostbergの日本法人であるSKWイーストアジアによって日本でも競技会が開催されている。
加工食品の品評は、ドイツ工業規格（DIN）及び欧州規格（EN）であるDIN EN 45011や、DIN、EN及び国際規格（ISO）であるDIN EN ISO 17024に基づいて審査される。審査基準としては、「DLG5点方式」という官能分析方法が採用され、外観、内観、食感、風味、味の5項目において0〜5の採点法方式により審査され、特定の基準を満たした製品に金賞、銀賞、銅賞が授与される。相対評価ではなく絶対評価を用いているため、定められた技術水準を満たした商品には全て賞が与えられる。2012年は出品数の43%が金賞、32%が銀賞、18%が銅賞と、ほぼもれなくいずれかの賞を受賞。
審査対象となる加工食品は、以下の通り。
- パン、焼菓子・ケーキ類、穀物加工品、砂糖菓子
- コンビニエンスフード（インスタント食品、冷凍食品、惣菜等）
- 食肉製品（ハム、ソーセージ）
- 乳及びアイスクリームを含む乳製品
- 飲料（アルコール飲料・ノンアルコール飲料）
- ワイン
- 食用油